# 황쯔시
황쯔시(중국어 간체자: 黄梓熙, 병음: Huáng Zîxī, 한자음: 황재희, 1993년 7월 24일 ~ )는 중국의 배우이다.